# Brian Urquhart

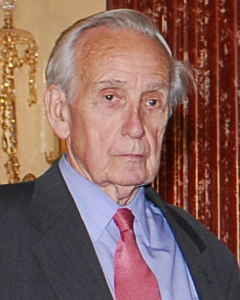
Brian Urquhart (2006)

Brian Urquahrt (ur. 28 lutego 1919, zm. 2 stycznia 2021) – brytyjski wojskowy i dyplomata. Podczas II wojny światowej major Armii Brytyjskiej, później wieloletni funkcjonariusz Organizacji Narodów Zjednoczonych, w latach 1971–1985 zastępca sekretarza generalnego ONZ ds. politycznych. Pisarz i publicysta, ekspert w dziedzinie polityki międzynarodowej. Rycerz Orderu św. Michała i św. Jerzego (KCMG) oraz Członek Orderu Imperium Brytyjskiego (MBE).

## Życiorys

### II wojna światowa
Po wybuchu wojny został powołany w szeregi Armii Brytyjskiej. Początkowo służył w piechocie, później został przeniesiony do nowo sformowanej 1 Dywizji Powietrznodesantowej w roli oficera wywiadu. W sierpniu 1942 roku doznał ciężkich obrażeń, gdy podczas skoku treningowego nie otworzyła się czasza jego spadochronu.
Po zakończeniu długotrwałej rehabilitacji przydzielono go do sztabu I Korpusu Powietrznodesantowego. Jako oficer wywiadu tego korpusu w 1944 roku brał udział w przygotowaniach do Operacji Overlord oraz Operacji Market Garden. Przy planowaniu tej drugiej, dzięki zebranym danym wywiadowczym, zdobył dowody na to, że w okolicy Arnhem (miasta z mostem drogowym na Renie, który był kluczowym celem działań) stacjonują przeważające siły niemieckie, w tym broń pancerna. Próbował więc wpłynąć na dowódców, aby odwołali lub radykalnie zmienili plany całej akcji. Informacje te zostały jednak zbagatelizowane przez dowódcę korpusu gen. Fredericka Browninga, który ponadto odsunął Urquharta od przygotowań nad operacją. Ostatecznie została ona przeprowadzona zgodnie z pierwotnymi założeniami i w rejon Arnhem zrzucono brytyjską 1 Dywizję Powietrznodesantową oraz polską 1 Samodzielną Brygadę Spadochronową. Jak się wkrótce okazało, wokół Arnhem rzeczywiście stacjonował korpus pancerny SS, w starciu z którym lekko uzbrojeni spadochroniarze nie mieli szans. W konsekwencji brytyjska dywizja została doszczętnie rozbita, a polska brygada poniosła ciężkie straty. Wydarzenia te zostały uwiecznione na kartach książki Corneliusa Ryana „O jeden most za daleko” oraz w hollywoodzkiej produkcji o tym samym tytule. W filmie zdecydowano się zmienić nazwisko Urquharta na „Fuller”, aby widzowie nie mylili go z granym przez Seana Connery’ego generałem Royem Urquhartem.
Głęboko poruszony całą sytuacją Urquhart poprosił o zezwolenie na odejście z sił powietrznodesantowych. W rezultacie został przeniesiony do T-Force, ściśle tajnej jednostki Armii Brytyjskiej, która działając na linii frontu, zbierała informacje wywiadowcze i przechwytywała niemieckich naukowców oraz technologie. Największym sukcesem Urquharta było schwytanie w 1945 roku Wilhelma Grotha, fizyka pracującego nad niemieckim projektem nuklearnym.

### Działalność w ONZ
Po zakończeniu działań wojennych Urquhart przeszedł do służby cywilnej. W 1945 roku był z ramienia Wielkiej Brytanii jednym z członków komisji przygotowującej powołanie Organizacji Narodów Zjednoczonych. W tym samym roku został zatrudniony w Sekretariacie ONZ. W 1948 roku został osobistym doradcą Sekretarza Generalnego ONZ Trygve Lie, a później jego następcy, Daga Hammarskjölda. Był odpowiedzialny za organizowanie sił pokojowych ONZ oraz pracował przy powstaniu Międzynarodowej Agencji Energii Atomowej. Jako jedyna osoba z wojskowym doświadczeniem w otoczeniu Hammarskjölda wziął kluczowy udział w negocjacjach pokojowych podczas kryzysu sueskiego i kongijskiego. Następnie pracował nad organizacją misji pokojowych ONZ na Cyprze, w Kaszmirze i na Bliskim Wschodzie. Był bliskim współpracownikiem Zastępcy Sekretarza Generalnego ONZ ds. politycznych Ralpha Bunche, a po jego rezygnacji zastąpił go na tym stanowisku. Piastował je do 1985 roku, kiedy w 40-lecie swojej pracy w ONZ postanowił przejść na emeryturę.
W latach 1986–1996 był ekspertem Fundacji Forda w dziedzinie stosunków międzynarodowych. Autor oraz współautor szeregu publikacji, m.in.: Hammarskjöld (1974); A Life in Peace and War (1987); An American Life, Decolonization and World Peace (1989); An African Soldier's Reflections (1989); A World in Need of Leadership: Tomorrow's United Nations (1990); Ralph Bunche, An American Odyssey (1993); Renewing the United Nations System (1994)

### Urquhart a sprawa Sosabowskiego
Brian Urquahrt wraz ze swoim dawnym współtowarzyszem broni, Tonym Hibbertem był zaangażowany w sprawę rehabilitacji generała Stanisława Sosabowskiego, dowódcy 1 Samodzielnej Brygady Spadochronowej. Sosabowski został bowiem oskarżony przez swojego brytyjskiego zwierzchnika gen. Fredericka Browninga o przyczynienie się do niepowodzenia operacji Market Garden i za jego sprawą odsunięty od dowodzenia brygadą. W 2004 roku Urquhart przy okazji obchodów 60. rocznicy bitwy pod Arnhem zaapelował o symboliczne zadośćuczynienie wyrządzonej jego zdaniem polskiemu generałowi krzywdzie poprzez postawienia mu pomnika. Inicjatywa ta miała być zarazem wyrazem uznania ze strony weteranów brytyjskich sił powietrznodesantowych dla generała Sosabowskiego i polskich spadochroniarzy.
W wyniku zbiórki pieniędzy, zorganizowanej przez Urquharta i Hibberta w środowisku brytyjskich kombatantów, uzyskano fundusze, dzięki którym we wrześniu 2006 roku na Placu Polskim w Driel odsłonięto tablicę ku czci generała Sosabowskiego. Przemawiając podczas uroczystości, Urquhart stwierdził, że: Stanisław Sosabowski był, jest i zawsze pozostanie wielkim bohaterem w jego ojczyźnie Polsce dla tych, o których wolność niestrudzenie walczył przez całe życie, aż do samego końca. Ten pomnik wznieśli jego towarzysze broni z 1 Dywizji Powietrznodesantowej, którzy walczyli u jego boku w bitwie pod Arnhem. Potwierdza to, że pomimo bolesnego i bezpodstawnego oszczerstwa, które zniszczyło jego karierę, generał Sosabowski był, jest i na zawsze pozostanie dla nas wielkim bojownikiem o wolność, wspaniałym dowódcą i wielkim bohaterem.